# Insubmersible
Pour plus de détails, voir Fiche technique et Distribution.
Insubmersible (Nyad) est un film américain réalisé par Elizabeth Chai Vasarhelyi (en) et Jimmy Chin et sorti en 2023. Il s'agit d'une adaptation de l'ouvrage autobiographique Find a Way de Diana Nyad.
Le film est présenté en avant-première au festival du film de Telluride. Il connait ensuite une sortie limitée dans certaines salles, notamment nord-américaines, avant sa diffusion mondiale sur Netflix. Il obtient plusieurs nominations aux Golden Globes et aux Oscars.

## Synopsis
Âgée de plus de 60 ans, la nageuse en eau libre Diana Nyad se lance dans un défi fou de sa vie : nager de Cuba à la Floride soit environ 160 kilomètres dans le détroit de Floride. Elle n'avait pas réussi à le faire à 28 ans. Déterminée, elle ne souhaite pas utiliser de cage pour se protéger des requins.

## Fiche technique
Sauf indication contraire, les informations mentionnées dans cette section peuvent être confirmées par la base de données cinématographiques IMDb,  présente dans la section « Liens externes ».
- Titre original : Nyad
- Titre francophone : Insubmersible
- Réalisation : Elizabeth Chai Vasarhelyi (en) et Jimmy Chin
- Scénario : Julia Cox, d'après l'autobiographie Find a Way de Diana Nyad.
- Musique : Alexandre Desplat
- Décors : Kara Lindstrom
- Costumes :  Kelli Jones
- Photographie : Claudio Miranda
- Montage : Christopher Tellefsen
- Production : Andrew Lazar et Teddy Schwarzman

Producteurs délégués : Julia Cox, Michael Heimler, Vanessa Humphrey, Bill Johnson, D. Scott Lumpkin et Jim Seibel
- Sociétés de production : Black Bear Pictures et Mad Chance Productions
- Société de distribution : Netflix
- Budget : N/A
- Pays de production :  États-Unis
- Langue originale : anglais
- Format : couleur
- Genre : drame biographique
- Durée : 120 minutes
- Dates de sortie[1] :
  - États-Unis : 1er septembre 2023 (festival de Telluride)
  - États-Unis, Canada : 20 octobre 2023 (festival de Telluride)
  - Monde : 3 novembre 2023 (sur Netflix)
- Classification[2] :
  - États-Unis : PG-13

## Distribution
- Annette Bening (VF : Micky Sébastian) : Diana Nyad
- Jodie Foster (VF : Julie Dumas) : Bonnie Stoll
- Rhys Ifans (VF : Christian Gonon)  : John Bartlett
- Karly Rothenberg : Dee Brady
- Jeena Yi (VF : Ève Reinquin) : Angel Yanagihara
- Luke Cosgrove (VF : Aurélien Raynal) : Luke Tipple
- Eric T. Miller (VF : Marc Arnaud) : le coach Jack Nelson
- Garland Scott (VF : Günther Germain) : Jon Rose

 Source et légende : version française (VF) sur RS Doublage

## Production
Le tournage a lieu en République dominicaine, Cuba et aux États-Unis (Key West, Los Angeles).

## Distinctions

### Nominations
- Golden Globes 2024 : 
  - meilleure actrice dans un film dramatique pour Annette Bening
  - meilleure actrice dans un second rôle pour Jodie Foster
- Oscars 2024 : 
  - meilleure actrice pour Annette Bening
  - meilleure actrice dans un second rôle pour Jodie Foster